# Pygocentrus
Pygocentrus — рід харациноподібних риб підродини Serrasalminae родини піраньєвих. Поширені в Південній Америці.
Включає такі види:
- Pygocentrus cariba  (Humboldt, 1821) — річки Апуре, Ориноко (Колумбія, Венесуела), верхня Амазонка (Перу); до 27,9 см загальної довжини;
- Pygocentrus nattereri  Kner, 1858, піранья звичайна — басейни річок Амазонка, Парана, Парагвай, Ессекібо, річок північно-східного узбережжя Бразилії (Аргентина, Болівія, Бразилія, Гаяна, Еквадор, Колумбія, Парагвай, Перу, Уругвай); до 50 см стандартної (без хвостового плавця) довжини;
- Pygocentrus palometa  Valenciennes, 1850 — басейн Ориноко (Венесуела); nomen dubium;
- Pygocentrus piraya  (Cuvier, 1819) — басейн річки Сан-Франсиску (Бразилія); до 38 см стандартної довжини.